# Thuyền trưởng 15 tuổi
Thuyền trưởng 15 tuổi (tiếng Pháp: Un capitaine de quinze ans) là một tiểu thuyết phiêu lưu của Jules Verne xuất bản năm 1878. Tác phẩm kể về Dick Sand, một cậu bé 15 tuổi, bất đắc dĩ trở thành thuyền trưởng của một con tàu, dẫn dắt đoàn người vượt qua cuộc hành trình đầy hiểm nguy trắc trở trên đại dương và trên lục địa châu Phi.

## Tóm tắt
Dick Sand là cậu bé mồ côi được gia đình chủ hãng tàu Weldon nhận nuôi, cậu học việc trên tàu Pilgrim do ông Hull làm thuyền trưởng. Gần đây tàu mới có thêm 1 đầu bếp là Negoro dù thuyền trưởng Hull chưa hẳn rõ nhân thân của hắn. Pilgrim là con tàu săn cá voi. Mùa săn cá voi lần ấy, năm 1873, trong hành trình từ New Zealand trở về lại Mỹ, tàu chở thêm bà Weldon-vợ chủ hãng tàu, con trai 5 tuổi của bà (Jack) và anh họ bà (ông Bénédict, một nhà côn trùng học) và người vú già da đen (Nan).

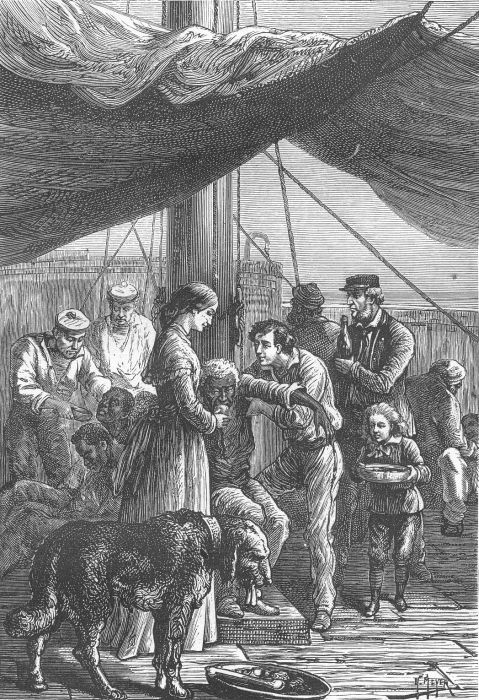
Tàu Pilgrim cứu thoát những người da đen lâm nạn trên biển

Khi đang trên biển, tàu Pilgrim bắt gặp một chiếc tàu đắm, cả tàu đã thoát đi cả, chỉ còn lại 5 người da đen (Tom, Actéon, Austin, Bat, Hercules) và 1 con chó tên Dingo, tuy là dân da đen nhưng họ là công dân tự do của Mỹ đi làm thuê và đang trên đường trở lại Mỹ. Con chó Dingo sau khi lên tàu có phản ứng rất ác cảm với tên đầu bếp Negoro. Dingo là chú chó được chủ con tàu đắm nhặt được trên bờ biển châu Phi, nó rất nhạy với hai chữ cái S, V và vòng trên cổ cũng có chữ SV, nhờ đó, thuyền trưởng Hull đoán, có thể nó là chó của Samuel Vernon - một nhà thám hiểm đã mất tích trên đất châu Phi.
Sau ít ngày, tàu gặp một con cá voi trên biển, thuyền trưởng Hull quyết định cho cả thủy thủ đoàn xuống thuyền nhỏ để săn cá, để lại Dick Sand coi sóc tàu chốc lát nhưng nhóm thủy thủ đã bị cá voi tấn công và thiệt mạng, Dick Sand đành phải đảm đương trách nhiệm thuyền trưởng để đưa tàu cập bờ. Dick Sand dự định sẽ đi quãng đường ngắn nhất là cập vào bờ biển Nam Mỹ rồi di chuyển đường bộ về Mỹ. Tuy nhiên trong hành trình Negoro đã dùng nhiều thủ đoạn khiến tàu đi sai lệch phương hướng mà cả tàu không ai hay biết vẫn cứ đinh ninh là đến Nam Mỹ.
Đến khi tàu vào đất liền, bị xô vào đá vỡ tan tành, đoàn người lên bờ thì Negoro trốn đi mất. Cả đoàn gặp một người đàn ông gốc Mỹ tên Harris, hắn nói với cả đoàn nơi đây là Nam Mỹ và ngỏ ý muốn dẫn cả đoàn đến một nông trại trong nội địa của họ hàng hắn để mọi người được đón tiếp và bắt phương tiện về lại Mỹ. Tuy nhiên trong hành trình, Dick Sand đã dần nghi ngờ và phát hiện ra thực chất cả đoàn đã lưu lạc đến tận châu Phi. Bị bại lộ, Harris liền bỏ trốn.
Harris và Negoro thực chất là thủ hạ của một tên trùm buôn người, khi tàu cập đất liền chúng đã gặp nhau, Negoro bàn Harris lừa cả đoàn vào trong lục địa châu Phi rồi sẽ bắt lấy những người da đen bán làm nô lệ còn gia đình bà Weldon sẽ bắt làm con tin đòi tiền chuộc.
Đoàn của Dick Sand tìm cách quay ngược ra bờ biển, nhưng sau nhiều ngày lưu lạc, họ đã bị những tên buôn người bắt giữ, duy chỉ có 1 trong 5 người da đen là Hercules trốn được. Đến đây, đoàn bị phân tán, bà Weldon cùng con trai và anh họ bị giải theo hướng khác. Dick Sand đi cùng nhóm 5 người da đen và vú già Nan. Vú già Nan chết trên đường do bị đánh đập kiệt quệ. Bốn người da đen (Tom, Actéon, Austin, Bat) bị bán đi mất. Harris gặp lại Dick Sand và khi được hỏi tin, hắn nói mẹ con bà Weldon đã chết do không chịu được cực khổ trên đường. Quá tức giận, Dick Sand đã lao vào đâm chết hắn. Nhưng thực ra mẹ con bà còn sống.

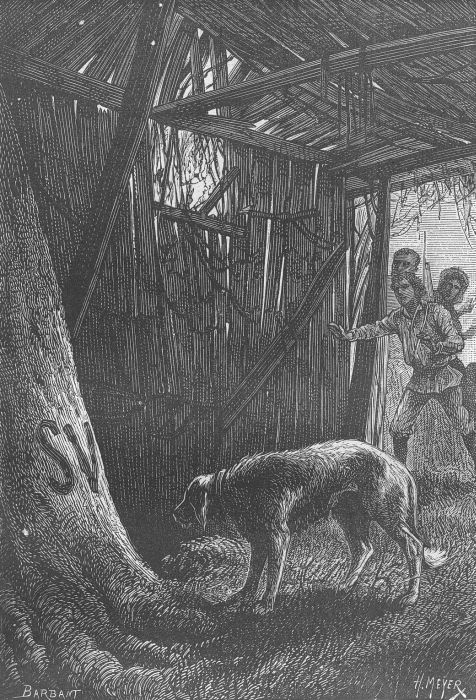
Nhóm người Dick Sand đến nơi Samuel Vernon bị sát hại

Nhờ Hercules còn ở ngoài, anh đã lần lượt cứu thoát được Dick Sand, mẹ con bà Weldon và anh họ bà. Cả đoàn lại chạy trốn ra bờ biển. Trong cuộc trốn chạy, tại một điểm không xa nơi cửa sông đổ ra biển, cả đoàn vô tình phát hiện thi thể nhà thám hiểm Samuel Vernon - chủ của con chó Dingo, nhờ vào những dòng chữ gượng viết trước lúc chết, họ biết được chính Negoro đã lừa gạt và sát hại ông để chiếm đoạt số của cải. Negoro trên đường truy đuổi nhóm người cũng tạt vào chính nơi đây, vì số tiền vàng chiếm đoạt được của Samuel Vernon được hắn chôn gần đó. Dingo thấy Negoro liền sông ra tấn công và kết liễu đời hắn nhưng không may Dingo cũng bị đâm chết.
Cả đoàn sau đó mau mắn ra được bờ biển, gặp được những người Bồ Đào Nha và được họ giúp đỡ về lại San Francisco. Sau đó, nhờ dò hỏi mà gia đình Weldon đã chuộc lại được 4 người da đen.

## Chuyển thể
- Fifteen-Year-Old Captain, Phim của Liên Xô, 1945
- Un capitán de quince años , Phim tiếng Pháp-Tâu Ban Nha, 1972, đạo diễn bởi Jesus Franco
- Pilgrim's Captain, Phim của Liên Xô, 1986
- Piętnastoletni kapitan, Truyện tranh của Ba Lan, 1984